# Deutsche Pétanque-Meisterschaften 2009
Der Deutsche Pétanque Verband (DPV) trug 2009 folgende Deutsche Pétanque-Meisterschaften aus:
- 18. Deutscher Länderpokal am 28. Februar/1. März 2009 in Osterholz-Scharmbeck (Niedersachsen)
- 7. Jugendländermasters am 25./26. April 2009 in Dreieichenhain (Hessen)
- 29. Deutsche Meisterschaft Doublette am 16./17. Mai 2009 Bühl (Baden-Württemberg)
- 33. Deutsche Meisterschaft Triplette am 13./14. Juni 2009 Kassel (Hessen)
- 14. Deutsche Meisterschaft Doublette Mixte am 18./19. Juli 2008 Achern (Baden-Württemberg)
- 29. Deutsche Meisterschaft Tête à tête / 8. Deutsche Meisterschaft Präzisionsschießen am 22./23. August 2009 Halle (Saale) (Sachsen-Anhalt)[1]
- 15. Deutsche Meisterschaft Jugend am 12./13. September 2009 Schüttorf (Niedersachsen)
- 3. Deutsche Meisterschaft Triplette 55+ 12./13. September 2009 Schüttorf (Niedersachsen)
- 7. Frauen Triplette am 19./20. September 2008 Straubing (Bayern)
- Deutsche Pétanque-Bundesliga 2009 mit 4. Spieltagen sowie die Qualifikation zur Deutschen Pétanque-Bundesliga am 24./25. Oktober 2009 Düsseldorf (Nordrhein-Westfalen): siehe Pétanque-Bundesliga 2009

## Qualifikation
Beim Länderpokal und beim Jugendmasters traten Auswahlmannschaften der Landesfachverbände gegeneinander an.
Für die Meisterschaften der Senioren, Frauen und 55+ erhielten die Landesfachverbände Startplätze und führten Qualifikationswettbewerbe durch (siehe Teilnehmer, Qualifikation, Modus).

### Plätze je Landesverband 2009
| DM-Quoten 2008      | DM-Quoten 2008 | DM-Quoten 2008 | DM-Quoten 2008 | DM-Quoten 2008 | DM-Quoten 2008 | DM-Quoten 2008 | DM-Quoten 2008 |
| Landesverband       | 1:1            | 2:2            | 2:2 m          | 3:3            | 3:3 F          | 3:3 55+        | Tir            |
| ------------------- | -------------- | -------------- | -------------- | -------------- | -------------- | -------------- | -------------- |
| Baden-Württemberg   | 40             | 41             | 44             | 39             | 18             | 16             | 4              |
| Bayern              | 8              | 11             | 8              | 13             | 4              | 2              |                |
| Berlin              | 4              | 4              | 3              | 3              | 6              | 4              | 1              |
| Hessen              | 15             | 13             | 14             | 13             | 8              | 5              | 2              |
| Niedersachsen       | 8              | 8              | 11             | 9              | 5              | 9              | 2              |
| Nord                | 5              | 6              | 6              | 4              | 4              | 4              | 1              |
| Nordrhein-Westfalen | 24             | 25             | 17             | 23             | 12             | 13             | 2              |
| Rheinland-Pfalz     | 11             | 6              | 8              | 7              | 5              | 2              | 1              |
| Saarland            | 9              | 12             | 15             | 14             | 3              | 7              | 1              |
| Thüringen           | 4              | 2              | 2              | 3              | 1              | 1              | 1              |

## Länderpokal 2009
Beim Länderpokal 2009 in Osterholz-Scharmbeck starteten nur 8 der 10 Landesfachverbände. Daher spielte gem. DPV-Sportordnung, Anlage 7, Länderpokal vom 21. Januar 2007 jeder gegen jeden.
Baden-Württemberg gewann den Länderpokal zum dritten Mal hintereinander. Niedersachsen erzielte mit dem zweiten Platz seinen bisher größten Erfolg. Rekordmeister Nordrhein-Westfalen wurde Dritter.
| Endstand Länderpokal 2009 | Endstand Länderpokal 2009 | Endstand Länderpokal 2009 | Endstand Länderpokal 2009 |
| Platz                     | Landesfachverband         | Siege                     | Punkte                    |
| ------------------------- | ------------------------- | ------------------------- | ------------------------- |
| 1                         | Baden-Württemberg         | 7:0                       | 27:8                      |
| 2                         | Niedersachsen             | 6:1                       | 27:8                      |
| 3                         | Nordrhein-Westfalen       | 5:2                       | 24:11                     |
| 4\|                       | Hessen                    | 4:3                       | 23:12                     |
| 5                         | Landesverband Nord        | 3:4                       | 13:22                     |
| 6                         | Bayern                    | 2:5                       | 14:21                     |
| 7                         | Rheinland-Pfalz           | 1:6                       | 10:25                     |
| 8                         | Thüringen                 | 0:7                       | 2:33                      |